# Pièces de monnaie en couronne suédoise
Les pièces de monnaie suédoises sont une des représentations physiques, avec les billets de banque, de la monnaie de la Suède.

## L'unité monétaire suédoise
La couronne suédoise (SEK ) est la devise  de la Suède depuis 1873. 
La couronne est subdivisée en 100 öre 

## Les pièces de monnaie de Suède

### La première série de pièces du roiGustave V
Gustave V fut roi de Suède de 1907 à 1950.
| Valeur      | Paramètres techniques | Paramètres techniques | Paramètres techniques | Description | Description                                                                                     | Description | Description                                    | Millésimes     |
| Valeur      | Diamètre              | Poids                 | Composition           | Bord        | Avers                                                                                           | Revers | Artiste                                        | Millésimes     |
| ----------- | --------------------- | --------------------- | --------------------- | ----------- | ----------------------------------------------------------------------------------------------- | --- | ---------------------------------------------- | -------------- |
| 1 öre       | 16 mm                 | 2.00 g                | Bronze                | lisse       | le monogramme royal G V entouré du millésime et de la devise royale MED FOLKET FÖR FOSTERLANDET | le chiffre 1, la valeur faciale ETT ÖRE et les armoiries royales (trois couronnes).                               |                                                | de 1909 à 1916 |
| 2 öre       | 21 mm                 | 4,00 g                | Bronze                | lisse       | le monogramme royal G V entouré du millésime et de la devise royale MED FOLKET FÖR FOSTERLANDET | le chiffre 2, la valeur faciale TVA ÖRE et les armoiries royales (trois couronnes).                               |                                                | de 1909 à 1916 |
| 5 öre       | 27,0 mm               | 8,00 g                | Bronze                | lisse       | le monogramme royal G V entouré du millésime et de la devise royale MED FOLKET FÖR FOSTERLANDET | le chiffre 5, la valeur faciale FEM ÖRE et les armoiries royales (trois couronnes).                               |                                                | de 1909 à 1916 |
| 10 öre      | 15 mm                 | 1,45 g                | billon                | lisse       | les armoiries royales et le millésime                                                           | la valeur faciale 10 ÖRE sous le nom du pays SVERIGE                                                              |                                                | de 1909 à 1919 |
| 25 öre      | 17,0 mm               | 2,42 g                | billon                | lisse       | les armoiries royales avec le millésime et le nom du pays SVERIGE                               | la valeur faciale 25 ÖRE avec deux branches de laurier                                                            | 1910-1919                                      |                |
| 50 öre      | 22 mm                 | 5,00 g                | billon                | lisse       | les armoiries royales avec le millésime et le nom du pays SVERIGE                               | la valeur faciale 50 ÖRE avec deux branches de laurier                                                            | 1911-1919                                      |                |
| 1 couronne  | 25 mm                 | 7,00 g                | argent                | cannelée    | le buste du roi Gustave V entouré des mentions GUSTAF V - SVERIGES KONUNG et le millésime       | la valeur faciale 1 KR, les armoiries royales suédoises entourées de la devise royale MED FOLKET FÖR FOSTERLANDET |                                                | 1910-1942      |
| 2 couronnes |                       | 14,00 g               | argent                | cannelée    | le buste du roi Gustave V entouré des mentions GUSTAF V - SVERIGES KONUNG et le millésime       | la valeur faciale 2 KR, les armoiries royales suédoises entourées de la devise royale MED FOLKET FÖR FOSTERLANDET | de 1910 à 1915, de 1922 à 1931, de 1934 à 1940 |                |

### La seconde série de pièces du roiGustave V
Une des conséquences de la première guerre mondiale fut le besoin important en cuivre.
- Les pièces de 1, 2 et 5 öre tout en restant identiques furent frappées en acier

| Valeur | Paramètres techniques | Paramètres techniques | Paramètres techniques | Description | Description                                                                                     | Description                                                                         | Description | Millésimes     |
| Valeur | Diamètre              | Poids                 | Composition           | Bord        | Avers                                                                                           | Revers                                                                              | Artiste     | Millésimes     |
| ------ | --------------------- | --------------------- | --------------------- | ----------- | ----------------------------------------------------------------------------------------------- | ----------------------------------------------------------------------------------- | ----------- | -------------- |
| 1 öre  | 16 mm                 | 1.74 g                | Acier                 | lisse       | le monogramme royal G V entouré du millésime et de la devise royale MED FOLKET FÖR FOSTERLANDET | le chiffre 1, la valeur faciale ETT ÖRE et les armoiries royales (trois couronnes). |             | de 1917 à 1919 |
| 2 öre  | 21 mm                 | 3.47 g                | Acier                 | lisse       | le monogramme royal G V entouré du millésime et de la devise royale MED FOLKET FÖR FOSTERLANDET | le chiffre 2, la valeur faciale TVA ÖRE et les armoiries royales (trois couronnes). |             | de 1917 à 1919 |
| 5 öre  | 27.0 mm               | 6.94 g                | Acier                 | lisse       | le monogramme royal G V entouré du millésime et de la devise royale MED FOLKET FÖR FOSTERLANDET | le chiffre 5, la valeur faciale FEM ÖRE et les armoiries royales (trois couronnes). |             | de 1917 à 1919 |

### La première série de pièces du roiGustave VI Adolphe(1950-1973)
Gustave VI Adolphe fut roi de Suède de 1950 à 1973.
Dans cette nouvelle série, les pièces de 1, 2 et 5 öre, quoique dans la continuité royale, présentent un aspect plus moderne que les pièces de la série du roi Gustave V. Sur le revers, les trois couronnes sont remplacées par une couronne unique.
Les autres pièces de la série ne présentent pas de différences majeures par rapport à celles du roi Gustave V sinon le changement de roi.
| Valeur      | Paramètres techniques | Paramètres techniques | Paramètres techniques | Description | Description                                                                               | Description | Description    | Millésimes     |
| Valeur      | Diamètre              | Poids                 | Composition           | Bord        | Avers                                                                                     | Revers | Artiste        | Millésimes     |
| ----------- | --------------------- | --------------------- | --------------------- | ----------- | ----------------------------------------------------------------------------------------- | --- | -------------- | -------------- |
| 1 öre       | 16 mm                 | 2.00 g                | Bronze                | lisse       | les mentions GUSTAF VI ADOLF et SVERIGES KONUNG sous la couronne royale                   | la valeur faciale 1 ÖRE sous la couronne royale et le millésime                                                                |                | de 1952 à 1971 |
| 2 öre       | 21 mm                 | 4.00 g                | Bronze                | lisse       | les mentions GUSTAF VI ADOLF et SVERIGES KONUNG sous la couronne royale                   | la valeur faciale 2 ÖRE sous la couronne royale et le millésime                                                                |                | de 1952 à 1971 |
| 5 öre       |                       | 8.00 g                | Bronze                | lisse       | les mentions GUSTAF VI ADOLF et SVERIGES KONUNG sous la couronne royale                   | la valeur faciale 5 ÖRE sous la couronne royale et le millésime                                                                |                | de 1952 à 1971 |
| 10 öre      | 15 mm                 | 1.44 g                | billon                | lisse       | La couronne royale                                                                        | la valeur faciale 10 ÖRE sous le nom du pays SVERIGE et le millésime                                                           |                | de 1952 à 1961 |
| 25 öre      |                       | 2.32 g                | billon                | lisse       | La couronne royale                                                                        | la valeur faciale 25 ÖRE sous le nom du pays SVERIGE et le millésime                                                           |                | de 1952 à 1961 |
| 50 öre      | 22 mm                 | 4.80 g                | billon                | lisse       | La couronne royale                                                                        | la valeur faciale 50 ÖRE sous le nom du pays SVERIGE et le millésime                                                           |                | de 1952 à 1961 |
| 1 couronne  | 25 mm                 | 7.00 g                | argent                | cannelée    | le buste du roi Gustave VI Adolphe entouré des mentions GUSTAF VI ADOLF - SVERIGES KONUNG | la valeur faciale 1 KR, les armoiries royales suédoises entourées de la devise royale PLIKTEN - FRAMFÖR - ALLT et le millésime |                | 1952-1968      |
| 2 couronnes |                       | 14.00 g               | argent                | cannelée    | le buste du roi Gustave VI Adolphe entouré des mentions GUSTAF VI ADOLF - SVERIGES KONUNG | la valeur faciale 2 KR, les armoiries royales suédoises entourées de la devise PLIKTEN - FRAMFÖR - ALLT et le millésime        | de 1952 à 1966 |                |
| 5 couronnes | 34.0 mm               | 18.00 g               | argent                | cannelée    | le buste du roi Gustave VI Adolphe entouré des mentions GUSTAF VI ADOLF - SVERIGES KONUNG | la valeur faciale 5 KR, les armoiries royales suédoises et le millésime                                                        | de 1954 à 1971 |                |

### La seconde série de pièces du roiGustave VI Adolphe(1950-1973)
Dans cette seconde série,
- les pièces de 1 et 2 öre disparaissent
- la pièce de 5 öre est remplacée par une pièce plus petite
- les pièces de 10, 20 et 50 öres et de 1 et 2 couronnes sont remplacées par des pièces en cupro-nickel :

| Valeur      | Paramètres techniques | Paramètres techniques | Paramètres techniques | Description | Description                                                                                       | Description | Description    | Millésimes     |
| Valeur      | Diamètre              | Poids                 | Composition           | Bord        | Avers                                                                                             | Revers | Artiste        | Millésimes     |
| ----------- | --------------------- | --------------------- | --------------------- | ----------- | ------------------------------------------------------------------------------------------------- | --- | -------------- | -------------- |
| 5 öre       | 18.0 mm               | 2.68 g                | Bronze                | lisse       | la mention SVERIGE sous les trois couronnes                                                       | la valeur faciale 5 ÖRE et le millésime                                                                                        |                | 1972 et 1973   |
| 10 öre      | 15 mm                 | 1.44 g                | 75 % Cu 25 % Ni       | lisse       | Le monogramme royal GA VI sous la couronne et le millésime                                        | la valeur faciale 10 ÖRE et le nom du pays SVERIGE                                                                             |                | de 1962 à 1973 |
| 25 öre      |                       | 2.18 g                | 75 % Cu 25 % Ni       | lisse       | Le monogramme royal GA VI sous la couronne et le millésime                                        | la valeur faciale 25 ÖRE et le nom du pays SVERIGE                                                                             |                | de 1962 à 1973 |
| 50 öre      | 22 mm                 | 4.50 g                | 75 % Cu 25 % Ni       | lisse       | Le monogramme royal GA VI sous la couronne et le millésime                                        | la valeur faciale 50 ÖRE et le nom du pays SVERIGE                                                                             |                | de 1962 à 1973 |
| 1 couronne  | 25 mm                 | 7.00 g                | 75 % Cu 25 % Ni       | cannelée    | le buste du roi Gustave VI Adolphe entouré des mentions GUSTAF VI ADOLF - SVERIGES KONUNG         | la valeur faciale 1 KR, les armoiries royales suédoises entourées de la devise royale PLIKTEN - FRAMFÖR - ALLT et le millésime |                | 1968-1973      |
| 2 couronnes |                       | 13.30 g               | 75 % Cu 25 % Ni       | cannelée    | le buste du roi Gustave VI Adolphe entouré des mentions GUSTAF VI ADOLF - SVERIGES KONUNG         | la valeur faciale 2 KR, les armoiries royales suédoises entourées de la devise PLIKTEN - FRAMFÖR - ALLT et le millésime        | de 1968 à 1971 |                |
| 5 couronnes | 28.5 mm               | 9.50 g                | 75 % Cu 25 % Ni       | cannelée    | le nouveau buste du roi Gustave VI Adolphe entouré des mentions GUSTAF VI ADOLF - SVERIGES KONUNG | la valeur faciale 5 KR, les armoiries royales suédoises entourées de la devise PLIKTEN - FRAMFÖR - ALLT                        | 1972 et 1973   |                |

### Pièces commémoratives du règne deGustave VI Adolphe(1950-1973)
Quelques pièces commémoratives de 5 couronnes sont également émises pendant le règne du roi Gustave VI Adolphe
| Pièces commémoratives de 5 couronnes         | Pièces commémoratives de 5 couronnes | Pièces commémoratives de 5 couronnes | Pièces commémoratives de 5 couronnes | Pièces commémoratives de 5 couronnes | Pièces commémoratives de 5 couronnes                                                      | Pièces commémoratives de 5 couronnes | Pièces commémoratives de 5 couronnes | Pièces commémoratives de 5 couronnes |
| Thème                                        | Paramètres techniques                | Paramètres techniques                | Paramètres techniques                | Description                          | Description                                                                               | Description | Description                          | Millésimes                           |
| Thème                                        | Diamètre                             | Poids                                | Composition                          | Bord                                 | Avers                                                                                     | Revers | Artiste                              | Millésimes                           |
| -------------------------------------------- | ------------------------------------ | ------------------------------------ | ------------------------------------ | ------------------------------------ | ----------------------------------------------------------------------------------------- | --- | ------------------------------------ | ------------------------------------ |
| 70e anniversaire du roi Gustave VI Adolphe   | 36,0 mm                              | 22,70 g                              | 40 % argent                          |                                      | le buste du roi Gustave VI Adolphe entouré des mentions GUSTAF VI ADOLF - SVERIGES KONUNG | la valeur faciale 5 KR et le monogramme royal GA VI entourés de la mention SVENSK ODLINGS BEFRAMJARE et la date 11.XI 1952                |                                      | 1952                                 |
| 150e anniversaire de la constitution de 1809 | 36,0 mm                              | 22,70 g                              | 40 % argent                          |                                      | le buste du roi Gustave VI Adolphe entouré des mentions GUSTAF VI ADOLF - SVERIGES KONUNG | la valeur faciale 5 KR de part et d'autre de quatre personnages entourés du texte SVENSKA FOLKETS LAGBUNDNA FRIHET et la date 6 JUNI 1809 |                                      | 1959                                 |
| 80e anniversaire du roi Gustave VI Adolphe   | 36,0 mm                              | 22,70 g                              | 40 % argent                          |                                      | le buste du roi Gustave VI Adolphe entouré des mentions GUSTAF VI ADOLF - SVERIGES KONUNG | la valeur faciale 5 KR de part et d'autre de la déesse Athéna entourés du texte LITTERÄTUR VETENSKAP KONST                                |                                      | 1962                                 |
| 100e anniversaire de la réforme du parlement | 36,0 mm                              | 22,70 g                              | 40 % argent                          |                                      | le buste du roi Gustave VI Adolphe entouré des mentions GUSTAF VI ADOLF - SVERIGES KONUNG | la valeur faciale 5 KR sous le texte entouré de deux branches d'olivier                                                                   |                                      | 1966                                 |

### La première série de pièces du roiCharles XVI Gustave(1973- )
Il devient roi de Suède, le 15 septembre 1973, à la suite de la mort de son grand-père Gustave VI Adolphe. Il est investi au Palais royal de Stockholm le 19 septembre.
La pièce de 2 couronnes disparaît de cette première série
| Valeur      | Paramètres techniques | Paramètres techniques | Paramètres techniques | Description | Description                                                                                        | Description                                                                                       | Description    | Millésimes     |
| Valeur      | Diamètre              | Poids                 | Composition           | Bord        | Avers                                                                                              | Revers                                                                                            | Artiste        | Millésimes     |
| ----------- | --------------------- | --------------------- | --------------------- | ----------- | -------------------------------------------------------------------------------------------------- | ------------------------------------------------------------------------------------------------- | -------------- | -------------- |
| 5 öre       | 18.0 mm               | 2.68 g                | Bronze                | lisse       | le monogramme royal CG XVI sous la couronne et le millésime                                        | la valeur faciale 5 ÖRE et le nom du pays SVERIGE                                                 |                | 1976-1984      |
| 10 öre      | 15 mm                 | 1.44 g                | 75 % Cu 25 % Ni       | lisse       | le monogramme royal CG XVI sous la couronne et le millésime                                        | la valeur faciale 10 ÖRE et le nom du pays SVERIGE                                                |                | de 1976 à 1991 |
| 25 öre      |                       | 2.18 g                | 75 % Cu 25 % Ni       | lisse       | le monogramme royal CG XVI sous la couronne et le millésime                                        | la valeur faciale 25 ÖRE et le nom du pays SVERIGE                                                | de 1976 à 1984 |                |
| 50 öre      | 22 mm                 | 4.50 g                | 75 % Cu 25 % Ni       | lisse       | le monogramme royal CG XVI sous la couronne et le millésime                                        | la valeur faciale 50 ÖRE et le nom du pays SVERIGE                                                | de 1976 à 1991 |                |
| 1 couronne  | 25 mm                 | 7.00 g                | 75 % Cu 25 % Ni       | cannelée    | le buste du roi Charles XVI Gustave entouré des mentions CARL XVI GUSTAF - SVERIGE et le millésime | la valeur faciale 1 KR, les armoiries royales suédoises entourées de la mention FÖR SVERIGEITIDEN |                | 1976-1999      |
| 5 couronnes | 28.5 mm               | 9.50 g                | 75 % Cu 25 % Ni       | cannelée    | le monogramme royal CG XVI sous la couronne, le nom du pays SVERIGE et le millésime                | la valeur faciale 5 KRONOR                                                                        | 1976-1992      |                |

### La seconde série de pièces du roiCharles XVI Gustave(1973- )
La seconde série de pièces du roi Charles XVI Gustave voit :
- la disparition des pièces de 5 öre, 10 öre et 25 öre et, en 2010, de la pièce de 50 öre
- l'apparition d'une pièce de 10 couronnes en or nordique

| Valeur       | Paramètres techniques | Paramètres techniques | Paramètres techniques        | Description       | Description | Description | Description                  | Millésimes |
| Valeur       | Diamètre              | Poids                 | Composition                  | Bord              | Avers | Revers | Artiste                      | Millésimes |
| ------------ | --------------------- | --------------------- | ---------------------------- | ----------------- | --- | --- | ---------------------------- | ---------- |
| 50 öre       | 18.75 mm              | 3.70 g                | 97 % Cu 2,5 % Zn 0,5 % Sn    | lisse             | le blason suédois (trois couronnes) et le millésime                                                                             | la valeur faciale 50 ÖRE sous le nom du pays SVERIGE                                                                                  |                              | 1992-2010  |
| 1 couronne   | 25 mm                 | 7.00 g                | 75 % Cu 25 % Ni              | cannelée          | le buste du roi Charles XVI Gustave avec la mention CARL XVI GUSTAF - SVERIGES KONUNG et le millésime                           | la valeur faciale EN KRONA et le chiffre 1 sous une couronne entourés de la devise royale FÖR SVERIGE - I TIDEN                       |                              | 2001-      |
| 5 couronnes  | 28.5 mm               | 9.50 g                | 75 % Cu 25 % Ni              | lisse             | Le monogramme couronné du roi CG XVI avec le texte SVERIGE et le millésime                                                      | La valeur faciale 5 KRONOR | 1993-                        |            |
| 10 couronnes | 28.5 mm               | 9.50 g                | 89 % Cu 5 % Al 5 % Zn 1 % Sn | lisse et cannelée | portrait du roi Charles XVI Gustave entouré du texte CARL XVI GUSTAF •SVERIGES KONUNG et la devise royale FÖR SVERIGE - I TIDEN | la valeur 10, avec en fond le blason suédois (trois couronnes). Dans la partie supérieure, le millésime et en dessous le texte KRONOR | Ernst Nordin et Marita Norin | 1991-      |